# Giulia Moi
Giulia Moi (* 24. Mai 1971 in Cagliari) ist eine italienische Politikerin (bis 2018 Movimento 5 Stelle danach parteilos). Sie war von 2014 bis 2019 Mitglied des Europäischen Parlaments.

## Leben
Moi studierte Biologie an der Universität Cagliari und promovierte 2007 am King’s College London mit einer Arbeit über „Chemie und biologische Wirkung von Kigelia pinnata (Leberwurstbaum) im Zusammenhang mit Hauterkrankungen“ zur Ph.D.
Sie wurde bei der Europawahl 2014 in das Europäische Parlament gewählt. Dort saß sie in der Fraktion Europa der Freiheit und der direkten Demokratie (EFDD), war Mitglied im Ausschuss für Landwirtschaft und ländliche Entwicklung, Delegierte für die Beziehungen zu den Vereinigten Staaten und Delegierte für die Beziehungen zu Indien. Wegen Mobbings gegen zwei ihrer parlamentarischen Assistenten verhängte das Präsidium des Europäischen Parlaments im November 2018 eine Disziplinarstrafe gegen Moi und entzog ihr das Tagegeld für 12 Tage. Moi erhob gegen diese Entscheidung Klage vor dem Gerichtshof der Europäischen Union. Das Schiedsgericht der Fünf-Sterne-Bewegung schloss sie zum Jahresende 2018 aus der Partei aus.